# Tiracola mediosuffusa
Tiracola mediosuffusa là một loài bướm đêm trong họ Noctuidae.